# Walter Grabmann
Walter Grabmann (* 20. September 1905 in Bad Reichenhall; † 20. August 1992 in München) war ein deutscher Offizier, zuletzt Generalmajor der Luftwaffe im Zweiten Weltkrieg.

## Militärische Laufbahn
Beförderungen
- 1. November 1926 Polizeileutnant
- 1. November 1930 Polizeioberleutnant
- 1. Oktober 1934 Oberleutnant
- 1. April 1935 Hauptmann
- 1. Dezember 1938 Major
- 19. Juli 1940 Oberstleutnant
- 1. April 1942 Oberst
- 1. August 1944 Generalmajor

Grabmann trat am 24. Mai 1924 als Kompanieoffizier und Zugführer der bayerischen Landespolizei in Nürnberg bei. Später fungierte er dort auch als Rekrutenausbilder in Fürth. Von April 1931 bis September 1934 absolvierte Grabmann bei der Luftpolizei in Fürth zunächst eine Flugzeugführerausbildung und fand dann bei der Flugüberwachung Bayern Nord Verwendung.
Am 1. Oktober 1934 trat Grabmann der im Aufbau befindlichen Luftwaffe bei, wo er bis Ende März 1935 Flugzeugführer an der Kampffliegerschule in Lechfeld war. Seine Ausbildung zum Jagdflieger absolvierte er von April bis Juli 1935 an der Fliegerschule in Schleißheim. Von August 1935 bis Anfang März 1936 erfolgte sein Einsatz als Lehrgangsleiter an der dortigen Fliegerschule. Am 7. März 1936 stieg Grabmann zum Adjutanten des Jagdgeschwaders 134 Horst Wessel auf, wo er bis Mitte März 1937 verblieb. Anschließend erfolgte seine Abkommandierung in das Jagdgeschwader 234, wo er bis September 1938 Gruppenkommandeur war. Von September 1938 bis 16. Juli 1939 agierte Grabmann als Kommandeur der Jagdgruppe 88 bei der Legion Condor im Spanischen Bürgerkrieg. Dort errang er seine ersten 6 Luftsiege.
Anschließend führte Grabmann die I. Gruppe des Lehrgeschwaders 1 beim Überfall auf Polen. Am 15. April 1940 wurde er Kommodore des Zerstörergeschwaders 76. Die ersten Einsätze des Geschwaders erfolgten im Rahmen der Luftschlacht um England. Im Anschluss hieran erfolgte die Verlegung des Geschwaders nach Norwegen, wo Grabmann bis Ende Juli 1941 als Jagdfliegerführer Norwegen fungierte.
Von August 1941 bis 19. August 1942 war Grabmann Kommandeur der Zerstörerschule 2 in Memmingen sowie danach vom 20. August 1942 bis 10. November 1943 Jagdfliegerführer Holland-Ruhrgebiet. Im weiteren Verlauf des Krieges fungierte er vom 11. November 1943 bis 4. April 1945 als Kommandeur der 3. Jagddivision sowie anschließend vom 5. April bis 29. April 1945 als Kommandeur der 1. Jagddivision. Die letzten Kriegstage war er Kommandeur der 15. Flieger-Division, dessen Posten er bis 7. Juli 1945 innehatte. Anschließend kam er in britische Kriegsgefangenschaft, aus der er am 17. Mai 1948 wieder entlassen wurde.
Insgesamt errang Grabmann auf 100 Feindflügen 12 Luftsiege und im Spanischen Bürgerkrieg auf 137 Feindflügen 6 Luftsiege.

### Auszeichnungen
- Spanienkreuz in Gold mit Schwerten 1939
- Medalla de la Campaña
- Ehrenpokal für besondere Leistung im Luftkrieg am 8. Juli 1940
- Eisernes Kreuz (1939) II. und I. Klasse
- Ritterkreuz des Eisernen Kreuzes am 14. September 1940

## Nach dem Krieg
Grabmann nahm am German Air Force (GAF) Monograph Project (auch bekannt als 'Karlsruhe project') teil.